# Miniature Armoured Fighting Vehicle Association
La Miniature Armoured Fighting Vehicle Association - en abrégé MAFVA et se traduisant littéralement en « Association du véhicule blindé de combat miniature  » - est une association à but non lucratif britannique regroupant des collectionneurs de modèles réduits de véhicules militaires, fondée en 1965.

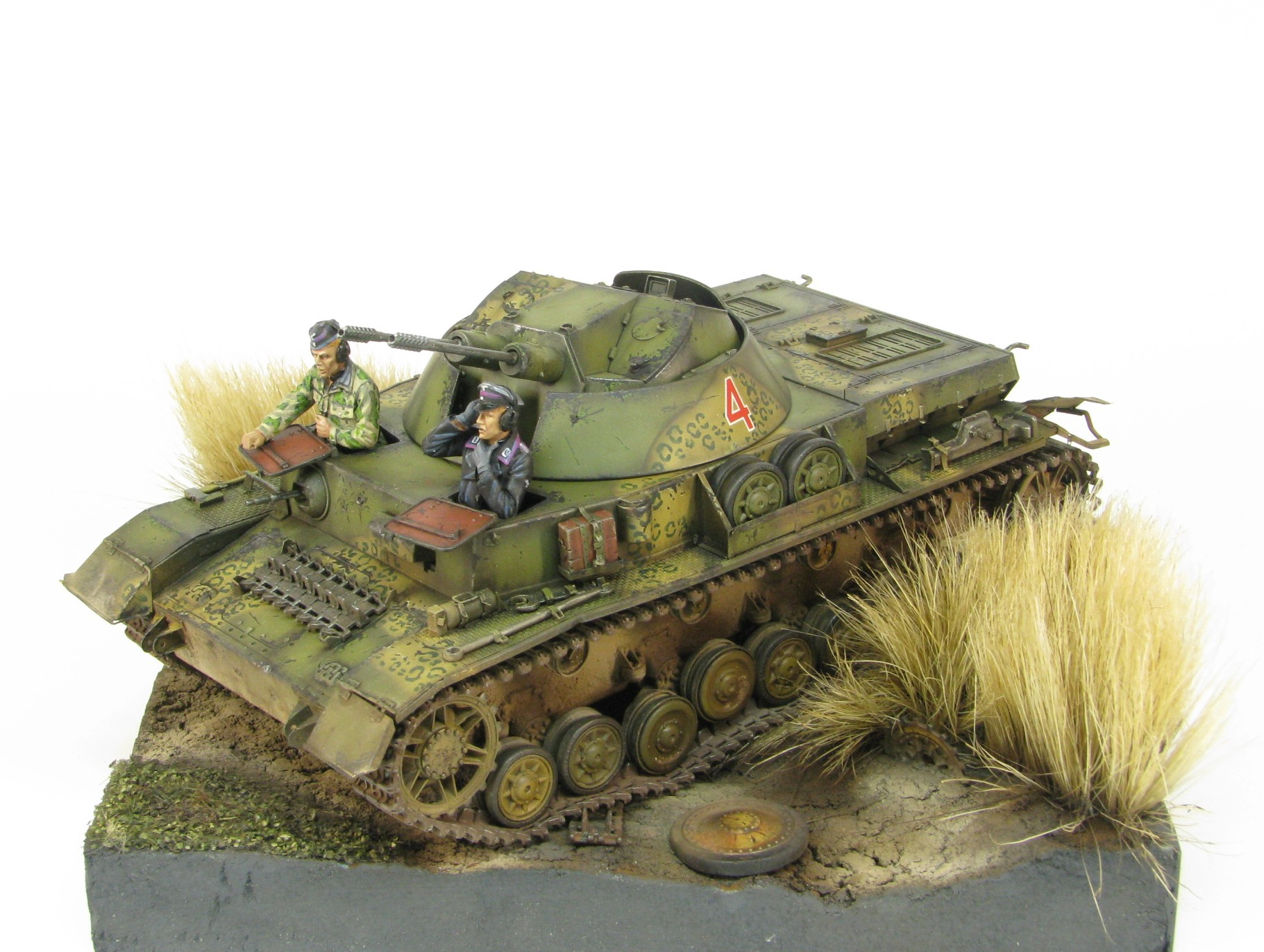
Modèle réduit de char allemand de la Seconde Guerre mondiale

Apparentée de manière informelle à l'International Plastic Modellers' Society, elle n'a toutefois pas connu le rayonnement international de cette dernière mais est cependant ouverte aux membres étrangers, moyennement le paiement de la cotisation d'adhérent. Elle est organisée au Royaume-Uni en chapitres régionaux, quelques chapitres internationaux existant malgré tout.
L'association publie Tankette, revue réservée aux membres adhérents et consacrée au modélisme militaire et à l'histoire des véhicules militaires et forces armées blindées/mécanisées.
L'association et ses chapitres régionaux organisent régulièrement des expositions/concours, notamment au Musée de Duxford.
Le logo de l’association est une représentation de « Little Willie », l'ancêtre des chars d'assaut, au milieu d'une roue dentelée .

## Présentation
« La MAFVA existe aux fins de promouvoir l'intérêt pour les véhicules de combat et l'équipement connexe et pour agir comme une organisation à but non lucratif pour la collecte et la diffusion de l'information sur ce sujet. Nous essayons de répondre aux questions ou de trouver des sources d'informations pour le nombre rapidement croissant de nos membres internationaux et à encourager la correspondance entre personnes ayant des intérêts similaires. Les sujets d'intérêt au sein de la MAFVA courent de la Première Guerre mondiale à nos jours, bien que le plus important reste la Seconde Guerre mondiale. La majorité des membres assemblent et collectionnent des modèles réduits mais nombreux sont aussi ceux qui ne font que recueillir de l'information sur des sujets militaires. D'autres collectionnent et restaurent d'authentiques véhicules militaires historiques. Nous visons à offrir aux membres de la MAFVA un magazine bimensuel appelé Tankette. Des sections locales sont formées en permanence à la fois au Royaume-Uni et à l'étranger et sont encouragées à tenir des réunions, des expositions et des concours pour permettre aux membres de tirer le meilleur parti de leur passe-temps, en en rencontrant d'autres ayant des intérêts similaires, et de partager des informations et leur expertise »